# James Forrest (calciatore 1991)
James Forrest (Prestwick, 7 luglio 1991) è un calciatore scozzese, centrocampista o attaccante del Celtic e della nazionale scozzese.
Nel 2012 è stato inserito nella lista dei migliori calciatori nati dopo il 1991 stilata da Don Balón.

## Carriera

### Club
Ha giocato nella prima divisione scozzese per più di tre lustri con il Celtic.

### Nazionale
Forrest è stato convocato dalla nazionale scozzese nell'under-16 e nell'under-19. Ha fatto il suo esordio nell'under-19 scozzese il 20 ottobre 2008 in una partita di qualificazione al Campionato Europeo contro l'Azerbaigian.
Dopo le sue buone prestazioni in club all'inizio della stagione 2010-11 del Celtic, Forrest è stato convocato nella Nazionale Under-21 scozzese. Il 7 settembre è subentrato dalla panchina nella Nazionale Under-21 scozzese e ha assistito all'89º minuto per il gol vittoria di Chris Maguire contro l'Austria.
Il 17 maggio 2011, Forrest è stato selezionato nella squadra senior della Scozia di Craig Levein per affrontare il Galles e la Repubblica d'Irlanda nella Coppa delle Nazioni. Ha fatto il suo esordio internazionale completo il 29 maggio 2011 nella partita contro la Repubblica d'Irlanda. Forrest è poi subentrato nella vittoria per 2-1 della Scozia contro la Danimarca l'10 agosto.
Il 22 dicembre 2011 è stato rivelato che Forrest era stato invitato nella Nazionale della Gran Bretagna per le Olimpiadi estive del 2012, ma non è stato incluso nella formazione finale per i Giochi.
Il 17 novembre 2018, Forrest ha segnato i suoi primi due gol per la Scozia nella vittoria per 4-0 in trasferta contro l'Albania nella UEFA Nations League. Tre giorni dopo, ha segnato un tripletta nella vittoria per 3-2 della Scozia contro Israele qualificandosi per i [[Qualificazioni al Campionato europeo di calcio 202
0|play-off di qualificazione per l'Europeo 2020 della UEFA]]. È diventato il primo giocatore del Celtic a segnare un tripletta per la Scozia dall'epoca di Jimmy Quinn nel 1908, e il primo giocatore della Scozia a segnare almeno due gol in partite consecutive dall'epoca di Denis Law nel 1963. È stato premiato come "Giocatore Internazionale dell'Anno 2018-19" dalla SFWA.
Forrest ha fatto parte della squadra scozzese agli Europei 2020 UEFA. Il 14 giugno 2021 ha fatto la sua unica apparizione nel torneo subentrando nella sconfitta per 2-0 della Scozia contro la Repubblica Ceca a Hampden Park.

## Statistiche

### Presenze e reti nei club
Statistiche aggiornate al 5 aprile 2025.
| Stagione        | Squadra         | Campionato      | Campionato | Campionato | Coppe nazionali | Coppe nazionali | Coppe nazionali | Coppe continentali | Coppe continentali | Coppe continentali | Altre coppe | Altre coppe | Altre coppe | Totale | Totale |
| Stagione        | Squadra         | Comp            | Pres       | Reti       | Comp            | Pres            | Reti            | Comp               | Pres               | Reti               | Comp        | Pres        | Reti        | Pres   | Reti   |
| --------------- | --------------- | --------------- | ---------- | ---------- | --------------- | --------------- | --------------- | ------------------ | ------------------ | ------------------ | ----------- | ----------- | ----------- | ------ | ------ |
| 2009-2010       | Celtic          | SPL             | 2          | 1          | SC+CdL          | 0               | 0               | UCL+UEL            | -                  | -                  | -           | -           | -           | 2      | 1      |
| 2010-2011       | Celtic          | SPL             | 19         | 3          | SC+CdL          | 3+0             | 0               | UCL+UEL            | 1+2                | 0                  | -           | -           | -           | 25     | 3      |
| 2011-2012       | Celtic          | SPL             | 29         | 7          | SC+CdL          | 2+4             | 0+2             | UEL                | 8                  | 0                  | -           | -           | -           | 43     | 9      |
| 2012-2013       | Celtic          | SPL             | 15         | 3          | SC+CdL          | 4+1             | 1+0             | UCL                | 9                  | 0                  | -           | -           | -           | 29     | 4      |
| 2013-2014       | Celtic          | SP              | 16         | 4          | SC+CdL          | 1+0             | 0               | UCL                | 10                 | 3                  | -           | -           | -           | 27     | 7      |
| 2014-2015       | Celtic          | SP              | 19         | 3          | SC+CdL          | 5+2             | 0+1             | UCL+UEL            | 1+2                | 0                  | -           | -           | -           | 29     | 4      |
| 2015-2016       | Celtic          | SP              | 19         | 2          | SC+CdL          | 1+3             | 0               | UCL+UEL            | 5+5                | 0                  | -           | -           | -           | 33     | 2      |
| 2016-2017       | Celtic          | SP              | 28         | 6          | SC+CdL          | 3+4             | 0+2             | UCL                | 11                 | 0                  | -           | -           | -           | 46     | 8      |
| 2017-2018       | Celtic          | SP              | 35         | 8          | SC+CdL          | 5+4             | 4+3             | UCL+UEL            | 12+2               | 2+0                | -           | -           | -           | 58     | 17     |
| 2018-2019       | Celtic          | SP              | 32         | 11         | SC+CdL          | 5+4             | 3+1             | UCL+UEL            | 6+8                | 2+0                | -           | -           | -           | 55     | 17     |
| 2019-2020       | Celtic          | SP              | 28         | 10         | SC+CdL          | 2+3             | 0+1             | UCL+UEL            | 5+9                | 2+3                | -           | -           | -           | 47     | 16     |
| 2020-2021       | Celtic          | SP              | 13         | 3          | SC+CdL          | 1+0             | 1+0             | UCL+UEL            | 2+1                | 0                  | -           | -           | -           | 17     | 4      |
| 2021-2022       | Celtic          | SP              | 19         | 1          | SC+CdL          | 3+2             | 0+1             | UCL+UEL+UECL       | 1+5+2              | 0+2+0              | -           | -           | -           | 32     | 4      |
| 2022-2023       | Celtic          | SP              | 16         | 4          | SC+CdL          | 2+2             | 0+1             | UCL                | 3                  | 0                  | -           | -           | -           | 23     | 5      |
| 2023-2024       | Celtic          | SP              | 22         | 6          | SC+CdL          | 3+0             | 1+0             | UCL                | 3                  | 0                  | -           | -           | -           | 28     | 7      |
| 2024-2025       | Celtic          | SP              | 18         | 0          | SC+CdL          | 0+4             | 0+0             | UCL                | 4                  | 0                  | -           | -           | -           | 26     | 0      |
| Totale carriera | Totale carriera | Totale carriera | 330        | 72         |                 | 73              | 22              |                    | 117                | 14                 |             | -           | -           | 520    | 108    |

### Cronologia presenze e reti in nazionale
| Cronologia completa delle presenze e delle reti in nazionale ― Scozia | Cronologia completa delle presenze e delle reti in nazionale ― Scozia | Cronologia completa delle presenze e delle reti in nazionale ― Scozia | Cronologia completa delle presenze e delle reti in nazionale ― Scozia | Cronologia completa delle presenze e delle reti in nazionale ― Scozia | Cronologia completa delle presenze e delle reti in nazionale ― Scozia | Cronologia completa delle presenze e delle reti in nazionale ― Scozia | Cronologia completa delle presenze e delle reti in nazionale ― Scozia |
| Data                                                                  | Città                                                                 | In casa                                                               | Risultato                                                             | Ospiti                                                                | Competizione                                                          | Reti                                                                  | Note                                                                  |
| --------------------------------------------------------------------- | --------------------------------------------------------------------- | --------------------------------------------------------------------- | --------------------------------------------------------------------- | --------------------------------------------------------------------- | --------------------------------------------------------------------- | --------------------------------------------------------------------- | --------------------------------------------------------------------- |
| 29-5-2011                                                             | Dublino                                                               | Irlanda                                                               | 1 – 0                                                                 | Scozia                                                                | Amichevole                                                            | -                                                                     | 85’                                                                   |
| 10-8-2011                                                             | Glasgow                                                               | Scozia                                                                | 2 – 1                                                                 | Danimarca                                                             | Amichevole                                                            | -                                                                     | 74’                                                                   |
| 8-10-2011                                                             | Vaduz                                                                 | Liechtenstein                                                         | 0 – 1                                                                 | Scozia                                                                | Qual. Euro 2012                                                       | -                                                                     | 73’                                                                   |
| 11-10-2011                                                            | Alicante                                                              | Spagna                                                                | 3 – 1                                                                 | Scozia                                                                | Qual. Euro 2012                                                       | -                                                                     | 62’                                                                   |
| 29-2-2012                                                             | Capodistria                                                           | Slovenia                                                              | 1 – 1                                                                 | Scozia                                                                | Amichevole                                                            | -                                                                     | 87’                                                                   |
| 8-9-2012                                                              | Glasgow                                                               | Scozia                                                                | 0 – 0                                                                 | Serbia                                                                | Qual. Mondiali 2014                                                   | -                                                                     | 69’                                                                   |
| 11-9-2012                                                             | Glasgow                                                               | Scozia                                                                | 1 – 1                                                                 | Macedonia                                                             | Qual. Mondiali 2014                                                   | -                                                                     |                                                                       |
| 14-8-2013                                                             | Londra                                                                | Inghilterra                                                           | 3 – 2                                                                 | Scozia                                                                | Amichevole                                                            | -                                                                     | 67’                                                                   |
| 6-9-2013                                                              | Glasgow                                                               | Scozia                                                                | 0 – 2                                                                 | Belgio                                                                | Qual. Mondiali 2014                                                   | -                                                                     | 86’                                                                   |
| 5-6-2015                                                              | Edimburgo                                                             | Scozia                                                                | 1 – 0                                                                 | Qatar                                                                 | Amichevole                                                            | -                                                                     | 74’                                                                   |
| 4-9-2015                                                              | Tbilisi                                                               | Georgia                                                               | 1 – 0                                                                 | Scozia                                                                | Qual. Euro 2016                                                       | -                                                                     | 59’                                                                   |
| 7-9-2015                                                              | Glasgow                                                               | Scozia                                                                | 2 – 3                                                                 | Germania                                                              | Qual. Euro 2016                                                       | -                                                                     | 81’                                                                   |
| 8-10-2015                                                             | Glasgow                                                               | Scozia                                                                | 2 – 2                                                                 | Polonia                                                               | Qual. Euro 2016                                                       | -                                                                     | 84’                                                                   |
| 4-9-2016                                                              | Ta' Qali                                                              | Malta                                                                 | 1 – 5                                                                 | Scozia                                                                | Qual. Mondiali 2018                                                   | -                                                                     | 66’                                                                   |
| 8-10-2016                                                             | Glasgow                                                               | Scozia                                                                | 1 – 1                                                                 | Lituania                                                              | Qual. Mondiali 2018                                                   | -                                                                     | 57’                                                                   |
| 11-11-2016                                                            | Londra                                                                | Inghilterra                                                           | 3 – 0                                                                 | Scozia                                                                | Qual. Mondiali 2018                                                   | -                                                                     |                                                                       |
| 26-3-2017                                                             | Glasgow                                                               | Scozia                                                                | 1 – 0                                                                 | Slovenia                                                              | Qual. Mondiali 2018                                                   | -                                                                     |                                                                       |
| 1-9-2017                                                              | Vilnius                                                               | Lituania                                                              | 0 – 3                                                                 | Scozia                                                                | Qual. Mondiali 2018                                                   | -                                                                     | 66’                                                                   |
| 4-9-2017                                                              | Glasgow                                                               | Scozia                                                                | 2 – 0                                                                 | Malta                                                                 | Qual. Mondiali 2018                                                   | -                                                                     |                                                                       |
| 5-10-2017                                                             | Glasgow                                                               | Scozia                                                                | 1 – 0                                                                 | Slovacchia                                                            | Qual. Mondiali 2018                                                   | -                                                                     | 61’                                                                   |
| 9-11-2017                                                             | Aberdeen                                                              | Scozia                                                                | 0 – 1                                                                 | Paesi Bassi                                                           | Amichevole                                                            | -                                                                     | 71’                                                                   |
| 27-3-2018                                                             | Budapest                                                              | Ungheria                                                              | 0 – 1                                                                 | Scozia                                                                | Amichevole                                                            | -                                                                     | 77’                                                                   |
| 11-10-2018                                                            | Haifa                                                                 | Israele                                                               | 2 – 1                                                                 | Scozia                                                                | UEFA Nations League 2018-2019 - 1º turno                              | -                                                                     | 67’                                                                   |
| 14-10-2018                                                            | Londra                                                                | Scozia                                                                | 1 – 3                                                                 | Portogallo                                                            | Amichevole                                                            | -                                                                     |                                                                       |
| 17-11-2018                                                            | Scutari                                                               | Albania                                                               | 0 – 4                                                                 | Scozia                                                                | UEFA Nations League 2018-2019 - 1º turno                              | 2                                                                     |                                                                       |
| 20-11-2018                                                            | Glasgow                                                               | Scozia                                                                | 3 – 2                                                                 | Israele                                                               | UEFA Nations League 2018-2019 - 1º turno                              | 3                                                                     |                                                                       |
| 21-3-2019                                                             | Astana                                                                | Kazakistan                                                            | 3 – 0                                                                 | Scozia                                                                | Qual. Euro 2020                                                       | -                                                                     | 81’                                                                   |
| 24-3-2019                                                             | Serravalle                                                            | San Marino                                                            | 0 – 2                                                                 | Scozia                                                                | Qual. Euro 2020                                                       | -                                                                     | 71’                                                                   |
| 8-6-2019                                                              | Glasgow                                                               | Scozia                                                                | 2 – 1                                                                 | Cipro                                                                 | Qual. Euro 2020                                                       | -                                                                     |                                                                       |
| 11-6-2019                                                             | Bruxelles                                                             | Belgio                                                                | 3 – 0                                                                 | Scozia                                                                | Qual. Euro 2020                                                       | -                                                                     | 67’                                                                   |
| 6-9-2019                                                              | Glasgow                                                               | Scozia                                                                | 1 – 2                                                                 | Russia                                                                | Qual. Euro 2020                                                       | -                                                                     | 62’                                                                   |
| 13-10-2019                                                            | Glasgow                                                               | Scozia                                                                | 6 – 0                                                                 | San Marino                                                            | Qual. Euro 2020                                                       | -                                                                     |                                                                       |
| 16-11-2019                                                            | Nicosia                                                               | Cipro                                                                 | 1 – 2                                                                 | Scozia                                                                | Qual. Euro 2020                                                       | -                                                                     | 72’                                                                   |
| 19-11-2019                                                            | Glasgow                                                               | Scozia                                                                | 3 – 1                                                                 | Kazakistan                                                            | Qual. Euro 2020                                                       | -                                                                     |                                                                       |
| 4-9-2020                                                              | Glasgow                                                               | Scozia                                                                | 1 – 1                                                                 | Israele                                                               | UEFA Nations League 2020-2021 - 1º turno                              | -                                                                     | 34’                                                                   |
| 2-6-2021                                                              | Faro                                                                  | Paesi Bassi                                                           | 2 – 2                                                                 | Scozia                                                                | Amichevole                                                            | -                                                                     | 61’                                                                   |
| 6-6-2021                                                              | Lussemburgo                                                           | Lussemburgo                                                           | 0 – 1                                                                 | Scozia                                                                | Amichevole                                                            | -                                                                     | 76’                                                                   |
| 14-6-2021                                                             | Glasgow                                                               | Scozia                                                                | 0 – 2                                                                 | Rep. Ceca                                                             | Euro 2020 - 1º turno                                                  | -                                                                     | 79’                                                                   |
| 3-6-2024                                                              | Faro                                                                  | Gibilterra                                                            | 0 – 2                                                                 | Scozia                                                                | Amichevole                                                            | -                                                                     | 66’                                                                   |
| Totale                                                                |                                                                       | Presenze                                                              | 39                                                                    |                                                                       | Reti                                                                  | 5                                                                     |                                                                       |

## Palmarès

### Club

#### Competizioni nazionali
- Campionato scozzese: 13

Celtic: 2011-2012, 2012-2013, 2013-2014, 2014-2015, 2015-2016, 2016-2017, 2017-2018, 2018-2019, 2019-2020, 2021-2022, 2022-2023, 2023-2024, 2024-2025
- Coppa di Scozia: 9

Celtic: 2010-2011, 2012-2013, 2014-2015 2016-2017, 2017-2018, 2018-2019, 2019-2020, 2022-2023, 2023-2024
- Coppa di Lega scozzese: 8

Celtic: 2014-2015, 2016-2017, 2017-2018, 2018-2019, 2019-2020, 2021-2022, 2022-2023, 2024-2025

### Individuale
- PFA Scottish Premier League Team of the Year: 1

2011-2012
- PFA Scotland Young Player of the Year: 1

2012
- SFWA Young Player of the Year: 1

2012
- SFWA Player of the Year: 1

2019
- SPFA Player of the Year: 1

2019